# Pardosa limata
Pardosa limata este o specie de păianjeni din genul Pardosa, familia Lycosidae, descrisă de Roewer, 1959.
Este endemică în Namibia. Conform Catalogue of Life specia Pardosa limata nu are subspecii cunoscute.